# Jesús Bruque Guerrero
Bruque  Guerrero est un nom espagnol. Le premier nom de famille, en général paternel, est Bruque ; le second, en général maternel, souvent omis, est Guerrero.
Jésus Bruque Guerrero est un joueur espagnol de volley-ball, né le 13 juillet 1991. Il mesure 1,88 m et joue au poste de passeur. 

## Biographie
En 2011, il finit meilleur passeur du championnat du monde des moins de 21 ans, avec l'équipe d'Espagne qui termine ce mondial à la 7e place.
En 2014 il participe à la campagne de qualification pour le championnat du monde avec l'équipe d'Espagne de volley-ball.
En 2017 il rejoint le club du Martigues Volley-Ball, fraichement relégué de Ligue B en Élite (3e division), avec l'ambition de retrouver rapidement la Ligue B. C'est chose faîte avec à la clé un titre de champion de France pour le club martégual.
Pour autant, ce n'est pas sous les couleurs de Martigues que Jésus Bruque découvre la Ligue B, puisqu'il rejoint le Mende Volley Lozère (également promu) pour la saison 2018-2019.

## Vie privée
Son frère, Sergio Bruque Guerrero, est également joueur professionnel de volley-ball, évoluant au poste de libéro.

## Clubs
- ? - ? :  Cajasol Juvasa (Superliga - 1re div.)
- ? - ? :  Unicaja Almería (Superliga - 1re div.)
- 2017 - 2018 :  Martigues Volley-Ball (Élite - 3e div.)
- Depuis 2018 :  Mende Volley Lozère (Ligue B - 2e div.)

## Palmarès
En club
- 2018 : Champion de France Élite (3e div.)

En sélection
- 2009 : 5e du championnat d'Europe des moins de 19 ans
- 2011 : 7e du championnat du monde des moins de 21 ans et meilleur passeur